# 엘티그레 (베네수엘라)
엘티그레(스페인어: El Tigre)는 베네수엘라 안소아테기주의 도시이다.